# Software Creations
Software Creations était un développeur britannique de jeux vidéo fondé en 1987 et situé à Manchester. L'entreprise ferme ses portes en 2004, peu de temps avant le dépôt de bilan de sa maison mère Acclaim Entertainment.

## Jeux développés
- Aigina's Prophecy (1988) (Commodore 64)
- Bionic Commando (1988) (Amiga, Amstrad CPC, Atari ST, Commodore 64, ZX Spectrum)
- Led Storm (1988) (Amiga, Amstrad CPC, Atari ST, Commodore 64, ZX Spectrum)
- Ghouls'n Ghosts (1989) (Amiga, Amstrad CPC, Atari ST, Commodore 64, ZX Spectrum)
- Plotting (1990) (Amiga, Atari ST)
- Sly Spy (1990) (Amiga, Amstrad CPC, Atari ST, Commodore 64, ZX Spectrum)
- Silver Surfer (1990) (NES)
- Solstice: The Quest for the Staff of Demnos (1990) (NES)
- Gauntlet III: The Final Quest (1991) (Amiga, Amstrad CPC, Atari ST, Commodore 64, ZX Spectrum)
- Wolverine (1991) (NES)
- Tom & Jerry (& Tuffy) (1991) (NES)
- Altered Space: A 3-D Alien Adventure (1991) (Game Boy)
- Double Dragon (1992) (Mega Drive)
- Spider-Man and the X-Men: Arcade's Revenge (1992) (SNES, Mega Drive, Game Gear)
- Double Dragon III: The Arcade Game (1992) (Mega Drive)
- Plok (1993) (SNES)
- Beauty and the Beast: Belle's Quest (1993) (Mega Drive)
- Blaster Master 2 (1993) (Mega Drive)
- Equinox (1993) (SNES)
- Spider-Man and Venom: Maximum Carnage (1994) (Mega Drive, SNES)
- The Tick (1994) (Mega Drive, SNES)
- The Simpsons: Bart and the Beanstalk (1994) (Game Boy)
- Tin Star (1994) (SNES)
- Spider-Man and Venom: Separation Anxiety (1995) (Mega Drive, SNES)
- Foreman For Real (1995) (SNES)
- Cutthroat Island (1996) (Super Nintendo, Mega Drive, Game Boy, Game Gear)
- Hexen (1996) (Nintendo 64 port)
- Carmageddon (1997) (Nintendo 64)
- NASCAR 2000 (1999) (Game Boy Color)
- Border Zone (1999) (Game Boy Color)
- Ken Griffey Jr.'s Slugfest (1999) (Game Boy Color)
- The Ripping Friends (2001) (Game Boy Advance)
- All-Star Baseball (2002) (Game Boy Advance)
- Coupe du monde : FIFA 2002 (2002) (GameCube, PlayStation, PlayStation 2, Windows, Xbox)